# Hôtel de ville de Bohain-en-Vermandois
L'hôtel de ville de Bohain-en-Vermandois est situé à Bohain-en-Vermandois, dans le département de l'Aisne en France à une trentaine de kilomètres au nord de Saint-Quentin.

## Historique
À l'origine d'inspiration flamande, l’hôtel de ville a été érigé de 1880 à 1882 d’après les plans de l'architecte saint-quentinois Pierre Bénard. Son inauguration a eu lieu le 14 avril 1884.
Comme de nombreux monuments de la région, l'hôtel de Ville a subi les ravages de la Première Guerre mondiale et a été incendié en 1918 lors de la retraite des Allemands. Aussi, dès 1919, le maire Paul Challe décide de sa reconstruction. Le beffroi est alors remplacé par un clocher et Émile Flamant, peintre-fresquiste, réalise une fresque dans la salle des mariages.
Le monument est inscrit au titre des monuments historiques en 2007.

## Description
Le bâtiment a été construit, de 1882 à 1884, dans le style éclectique de la fin du XIXe siècle, sur les plans de Joseph Chérier. Ayant été endommagé au cours de la Première Guerre mondiale, il fut restauré par Gustave Malgras pendant l'entre-deux-guerres. Le beffroi de style flamand détruit ne fut pas reconstruit. Il fut remplacé par un simple clocheton ou campanile. En 1925, Emile Flamant fut chargé de la décoration de la salle des mariages ; il réalisa une fresque représentant une allégorie de la ville, notamment de son activité textile.  Cette fresque est protégée au titre des monuments historiques : inscription par arrêté du 26 janvier 2007.